# Институт Вейерштрасса
«Институт Вейерштрасса по прикладному анализу и стохастике» (нем. Weierstraß-Institut für Angewandte Analysis und Stochastik, аббревиатура: WIAS) — научно-исследовательский институт в Берлине, занимающийся широким спектром задач прикладной и чистой математики. Обычно кратко именуется «Институт Вейерштрасса». Институт назван в честь берлинского математика Карла Вейерштрасса (1815—1897), одного из основоположников современного анализа.
Является членом «Ассоциации Лейбница».
Институт располагается в берлинском районе Митте. С февраля 2011 года в Институте располагается секретариат Международного математического союза (IMU).
В Институте работают около 150 человек. Общий бюджет Института в 2015 году составил 12,9 млн евро, из которых федеральное правительство и правительства земель в рамках основного финансирования профинансировали в равной степени 9,5 млн евро.

## История

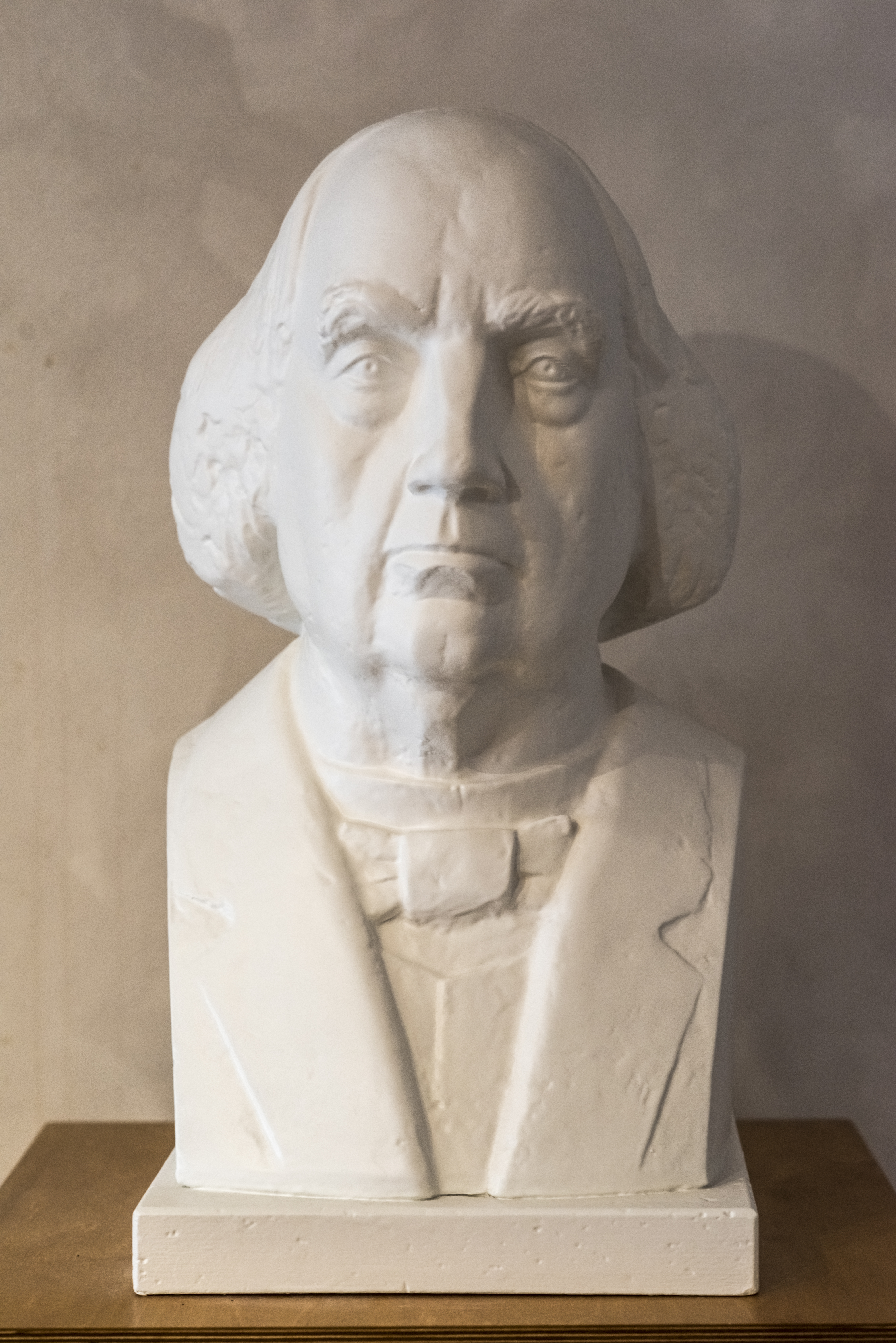
Гипсовый бюст Вейерштрасса в Институте

В период существования ГДР при её Академии наук был создан «Институт математики им. Карла Вейерштрасса» (Karl-Weierstraß-Institut für Mathematik), располагавшийся в Восточном Берлине. После объединения Германии по рекомендации «Немецкого совета по науке» 1 января 1992 года был создан Институт в современном виде.

## Тематика
Основная задача Института Вейерштрасса — реализация проектно-ориентированных исследований в прикладной математике, особенно в прикладном анализе и стохастике. Исследовательская деятельность включает весь спектр решения, от математического моделирования до разработки конкретных алгоритмов.
Основные направления исследований в WIAS:
- Нано- и оптоэлектроника,
- Оптимизация и управление в технологии и экономике,
- Моделирование материалов,
- Поток и транспорт.
- Преобразование, хранение и распределение энергии.
- Случайные процессы в природе и экономике.

В этих прикладных областях исследуются вопросы, которые играют центральную роль в развитии ключевых технологий (например, материаловедение, технология производства, биомедицинская инженерия), а также приложения в экономике.

## Сотрудничество с другими организациями
WIAS тесно сотрудничает с университетскими и иными учреждениями, участвует в многочисленных совместных исследовательских проектах, для которых дополнительные средства собираются в рамках процедур конкурса (например, Немецкого исследовательского фонда или Европейской комиссии).
Поддерживаются тесные отношения с тремя берлинскими университетами:
- Берлинский университет имени Гумбольдта
- Берлинский технический университет
- Свободный университет Берлина

Совместно с математическими институтами этих университетов и Институтом Цузе в Берлине WIAS управляет Берлинским математическим центром передового опыта MATHEON.
В рамках Ассоциации Лейбница WIAS координирует сеть «Математическое моделирование и симуляция».